# España en el Campeonato Mundial de Atletismo de 2009
La selección española de atletismo acudió a los Campeonatos del Mundo de Atletismo de 2009, celebrados en Berlín entre el 15 y el 23 de agosto de 2009, con un total de 51 atletas (35 hombres y 16 mujeres).

## Medallas
Se lograron un total de 2 medallas: una de oro, obtenida en la prueba de 3000 metros obstáculosde la mano de Marta Domínguez y una de bronce, lograda por Jesús Ángel García Bragado en los 50 kilómetros marcha. Por el número de medallas obtenidas, España ocupó el 15.º puesto en el medallero.

## Finalistas
Además se obtuvieron otros 5 puestos de finalista gracias a las actuaciones de Nuria Fernández, 4.ª en los 1500 metros lisos; de Ruth Beitia, 5.ª en el Salto de altura;  de Beatriz Pascual, 6.ª en los 20 kilómetros marcha; de Mayte Martínez, 7.ª en los 800 metros lisos y de José Manuel Martínez, 8.º en la Maratón.

## Participación
El detalle de la actuación española en la segunda edición de los campeonatos del mundo de atletismo se recoge en la siguiente tabla:
| Atletas                    | Pruebas                 | Actuación                                                                                              |
| -------------------------- | ----------------------- | --- |
| Ángel David Rodríguez      | 100 metros lisos        | Cuartofinalista: 5.º en su eliminatoria (10.39) y 8.º en su eliminatoria de cuartos de final (10.39)   |
| Ángel David Rodríguez      | 200 metros lisos        | 1.ª ronda: 6.º en su eliminatoria (21.37)                                                              |
| Manuel Olmedo              | 800 metros lisos        | 1.ª ronda: Abandonó                                                                                    |
| Luis Alberto Marco         | 800 metros lisos        | 1.ª ronda: 5.º en su eliminatoria (1:48.47)                                                            |
| Juan Carlos Higuero        | 1500 metros lisos       | Semifinalista: 3.º en su eliminatoria (3:41.77) y 7.º en su semifinal (3:37.33)                        |
| Reyes Estévez              | 1500 metros lisos       | Semifinalista: 6.º en su eliminatoria (3:38.23) y 8.º en su semifinal (3:37.55)                        |
| Arturo Casado              | 1500 metros lisos       | 1.ª ronda: 6.º en su eliminatoria (3:43.21)                                                            |
| Jesús España Cobo          | 5000 metros lisos       | Final: 5.º en su eliminatoria (13:20.40) y 10.º en la final (13:22.07)                                 |
| Alemayehu Bezabeh          | 5000 metros lisos       | 1.º ronda: 10.º en su eliminatoria (13:33.52)                                                          |
| Sergio Sánchez Martínez    | 5000 metros lisos       | 1.º ronda: 16.º en su eliminatoria (13:53.51)                                                          |
| Carles Castillejo          | 10000 metros lisos      | Final directa: 15.º (28:09.89)                                                                         |
| Ayad Lamdassem             | 10000 metros lisos      | Final directa: Abandonó                                                                                |
| Manuel Ángel Penas         | 10000 metros lisos      | Final directa: Abandonó                                                                                |
| José Manuel Martínez       | Maratón                 | Finalista: 8.º (2h14:04)                                                                               |
| Pedro Nimo                 | Maratón                 | 67.º (2h36:39)                                                                                         |
| Rafael Iglesias Borrego    | Maratón                 | Abandonó                                                                                               |
| Jackson Quiñónez           | 110 metros vallas       | Semifinalista: 3.º en su eliminatoria (13.63) y 7.º en su semifinal (13.54)                            |
| Felipe Vivancos            | 110 metros vallas       | 5.º en su eliminatoria (13.72)                                                                         |
| Eliseo Martín              | 3000 metros obstáculos  | Final: 4.º en su eliminatoria (8:24.29) y 9.º en la final (8:16.51)                                    |
| Ángel Mullera              | 3000 metros obstáculos  | 1.ª ronda: 12.º en su eliminatoria (8:47.40)                                                           |
| José Luis Blanco           | 3000 metros obstáculos  | 1.ª ronda: 7.º en su eliminatoria (8:24.07)                                                            |
| Javier Bermejo             | Salto de altura         | Calificación: 22.º (2.20)                                                                              |
| Luis Felipe Méliz          | Salto de longitud       | Calificación: 25.º (7.87)                                                                              |
| Andrés Capellán            | Triple salto            | Calificación: 42.º (15.80)                                                                             |
| Manuel Martínez Gutiérrez  | Lanzamiento de peso     | Calificación: 19.º (19.80)                                                                             |
| Borja Vivas                | Lanzamiento de peso     | Calificación: 33.º (18.38)                                                                             |
| Mario Pestano              | Lanzamiento de disco    | Final: 7.º en la calificación (65.03) y 10.º en la final (62.76)                                       |
| Frank Casañas              | Lanzamiento de disco    | Calificación: 16.º (61.10)                                                                             |
| Javier Cienfuegos          | Lanzamiento de martillo | Calificación: 24.º (72.01)                                                                             |
| Agustín Felix Esbri        | Decatlón                | 32.º (7.539 puntos)                                                                                    |
| José Ignacio Díaz          | 20 kilómetros marcha    | 16.º (1h22:12)                                                                                         |
| Juan Manuel Molina         | 20 kilómetros marcha    | 24.º (1h24:00)                                                                                         |
| Paquillo Fernández         | 20 kilómetros marcha    | Abandonó                                                                                               |
| Jesús Ángel García Bragado | 50 kilómetros marcha    | Medalla de bronce (3h41:37)                                                                            |
| Mikel Odriozola            | 50 kilómetros marcha    | 26.º (4h00:54)                                                                                         |
| José Alejandro Cambil      | 50 kilómetros marcha    | 29.º (4h13:14)                                                                                         |
| Mayte Martínez             | 800 metros lisos        | Finalista: 3.ª en su eliminatoria (2:03.39), 3.ª en su semifinal (1:59.72) y 7.ª en la final (1:58.91) |
| Nuria Fernández Domínguez  | 1500 metros lisos       | Finalista: 2.ª en su eliminatoria (4:08.79), 5.ª en su semifinal (4:10.64) y 4.ª en la final (4:04.91) |
| Natalia Rodríguez          | 1500 metros lisos       | Final: 2.ª en su eliminatoria (4:07.84), 2.ª en su semifinal (4:03.73) y descalificada en la final     |
| Iris Fuentes-Pila          | 1500 metros lisos       | Semifinalista: 8.ª en su eliminatoria (4:09.71) y9.ª en su semifinal (4:07.10)                         |
| Judit Plá                  | 5000 metros lisos       | 1.º ronda: 11.ª en su eliminatoria (15:54.32)                                                          |
| Alessandra Aguilar         | Maratón                 | 25.º (2h33:38)                                                                                         |
| Laia Forcadell             | 400 metros vallas       | 1.ª ronda: 7.ª en su eliminatoria (58.57)                                                              |
| Marta Domínguez            | 3000 metros obstáculos  | Medalla de oro: 4.ª en su eliminatoria (9:34.78) y 1.ª en la final (9:07.32)                           |
| Eva Arias                  | 3000 metros obstáculos  | Final: 5.ª en su eliminatoria (9:25.14) y 14.º en la final (9:33.34)                                   |
| Diana Martín               | 3000 metros obstáculos  | 1.ª ronda: 10.ª en su eliminatoria (9:42.39)                                                           |
| Ruth Beitia                | Salto de altura         | Finalista: 4.ª en la calificación (1.95) y 5.ª en la final (1.99)                                      |
| Naroa Aguirre              | Salto con pértiga       | Calificación: 21.ª (4.40)                                                                              |
| Berta Castells             | Lanzamiento de martillo | Calificación: 22.º (67.32)                                                                             |
| Mercedes Chilla            | Lanzamiento de jabalina | Calificación: 19.ª (56.68)                                                                             |
| Beatriz Pascual            | 20 kilómetros marcha    | Finalista: 6.ª (1h30:40)                                                                               |
| María Vasco                | 20 kilómetros marcha    | Abandonó                                                                                               |